# Dumanjići
Dumanjići (cyr. Думањићи) – wieś w Bośni i Hercegowinie, w Republice Serbskiej, w gminie Rogatica. W 2013 roku liczyła 21 mieszkańców.